# Antônio Carlos Penafiel
Antônio Carlos Penafiel (Porto Alegre, 31 de janeiro de 1883 – Rio de Janeiro, 29 de junho de 1960) foi um médico, político, professor e jornalista brasileiro.
Filho de Conrado Álvaro de Campos Penafiel e Antônia Duclos, formou-se médico pela Faculdade de Medicina do Rio de Janeiro em 1904. Retornou a Porto Alegre, onde foi professor na Faculdade de Medicina. Foi o primeiro diretor psiquiatra do Hospital Psiquiátrico São Pedro.
Como jornalista, foi fundador e diretor do jornal O Diário de Porto Alegre em 1911, depois diretor de A Federação em 1915.
Foi deputado estadual 1915-1920 e deputado federal 1921-1923. Era genro de Júlio de Castilhos.

## Fonte de referência
- «Museu de História da Medicina do Rio Grande do Sul»